# Kartoteka (dramat)
Kartoteka – dramat autorstwa Tadeusza Różewicza, napisany w okresie 1958/1959. W 1960 ukazywał się w miesięczniku Dialog. Wydany w 1961 w Warszawie.

## Opis
Główną osobą dramatu jest Bohater – były partyzant. Na utwór składają się wyrywkowe, nie powiązane ze sobą sceny z jego życia, o charakterze realistycznym i surrealistycznym. Bohater ukazany jest w rzeczywistości powojennej, gdy ma 7, 38 i 40 lat, nosi kilka imion, jest urzędnikiem. Nie posiada spójnej osobowości. Wartości, w które wierzył, straciły swój autentyczny sens – funkcjonują jedynie w wyświechtanych frazesach. Pojęcie człowieczeństwa zostało zniszczone przez wojnę. Uwidacznia się jego bezsilność, niewiara, autoironia, trudności z porozumieniem. Jedyną postacią, która wzbudza jego szacunek i dobre uczucia, jest Wujek, utożsamiający okres przedwojenny.
Utwór stanowi „strumień świadomości”, występujące po sobie sceny nie są w żaden sposób ze sobą powiązane, niektóre z nich mogłyby funkcjonować w innej kolejności lub zostać pominięte i nie zmieniłoby to charakteru utworu. Występują w nim elementy m.in. groteski i parodii. Jest to dramaturgia otwarta, czyli taka, która może być interpretowana wieloznacznie.
Sztuka była tłumaczona na wiele języków i grana przez teatry profesjonalne i amatorskie (włoskie, francuskie, holenderskie, duńskie, angielskie, argentyńskie, bułgarskie i amerykańskie).

## Ważniejsze realizacje

### W Polsce
- 1960 – Teatr Dramatyczny w Warszawie, reż. Wanda Laskowska - prapremiera; Józef Para w roli Bohatera
- 1973 – Teatr Narodowy w Warszawie, reż. Tadeusz Minc; Wojciech Siemion w roli Bohatera
- 1984 – Teatr Powszechny w Warszawie, reż. Michał Ratyński; Władysław Kowalski w roli Bohatera
- 1999 – Teatr Narodowy w Warszawie, reż. Kazimierz Kutz; Zbigniew Zamachowski w roli Bohatera
- 2006 – Wrocławski Teatr Współczesny, reż. Michał Zadara
- 2018 – Studio  Teatrgaleria w Warszawie, reż. Radosław Rychcik[3]

### Za granicą
- 1965 – Teatr Zawit Tel-Aviv, reż. Konrad Swinarski[4]
- 2017 – Teatr Berezil Charków, reż. Andrzej Szczytko[5]
- 2024 – Teatr Narodowy Dramatyczny w Kownie, reż. Gintaras Varnas[6]

### Teatr Telewizji i Teatr Polskiego Radia
- 1967 – Teatr Telewizji, reż. Konrad Swinarski; Tadeusz Łomnicki w roli Bohatera
- 1979 – Teatr Telewizji, reż. Krzysztof Kieślowski; Gustaw Holoubek w roli Bohatera
- 1994 – Teatr Polskiego Radia, reż. Janusz Kukuła; Krzysztof Gosztyła w roli Bohatera
- 2009 – Teatr Polskiego Radia, reż. Tomasz Man; Andrzej Chyra w roli Bohatera
- 2024 – Teatr Polskiego Radia, reż. Jakub Cuman; Mateusz Rusin w roli Bohatera